# 任天童子
『任天童子』（にんてんどうじ）は、かつて任天堂が行っていた会員サービス「クラブニンテンドー」のゴールド会員・プラチナ会員向けの特典として2013年4月3日にダウンロード配信されたローグライクゲーム。ニンテンドーDSiウェアだがニンテンドーDSiからはダウンロードできず、ニンテンドー3DSシリーズでのみプレイ可能。
2014年5月よりクラブニンテンドーのポイント交換グッズにも追加され、一般会員も入手できるようになった。しかし、2015年9月30日をもってクラブニンテンドーのサービスが終了したため現在は入手不可。

## 物語
その昔、国が帝によって治められていた頃の話。
国には、古来より伝わる三種の神器「赤の恵夢帽子（あかのえむぼうし）」「金の破魔星（きんのはまぼし）」「退魔の大槌（たいまのおおつち）」が奉げられ、その神力によって人々は平穏な生活を送っていた。しかしある時、闇より現れた怪物「異形（いぎょう）」によって三種の神器が奪い去られてしまう。この出来事を境に国情は一変、人々の間で飢餓や疫病が蔓延し、国は急速に衰退の道を辿っていった。
帝が世を憂えている中、廃墟と化した都にそびえる「魔楼閣（まろうかく）」の地下に三種の神器が隠されていることが判る。これを受け、帝は魔楼閣に猛者たちを向かわせ神器の奪還を図ったが、彼らが戻ることはなかった。帝はわずかな望みに賭けて古都の守り神に親書を送り、窮地を救う者の訪れを待った。すると帝の前に、白装束を纏う一人の若者が現れた。不思議な霊力を備えるその若者・蔵部景品（くらべかげしな）は、帝から託された使命を受け、神器が眠る魔楼閣へと向かった。

## システム

### 魔楼閣
基本システム
本作では、主人公の蔵部景品（以下、「景品」と表記）が、入るたびに階層の構成が変わるダンジョン「魔楼閣」の地下を探索する。ゲームの中では、景品のターン（作中では「景品の振る舞い」と表記）と異形（敵）のターン（作中では「異形のうごめき」と表記）を交互に繰り返す。
階層のどこかには階段か祭壇がある。階段に到達すると次の階層に進む。祭壇にある「秘宝」（後述）を取るとクリアとなり拠点の小堂「任天堂」（後述）に帰還するが、秘宝を取らずに次の階層に進むこともできる。
地図表示
ニンテンドー3DS本体の下画面には景品が現在いる階層の地図が表示される。初期段階では景品の周囲3マス（階層内は正方形のマスで区切られている）の地形だけが表示され、景品が移動するごとに表示範囲が広がっていく。また、異形の多くは下画面の地図上に位置が示されず、上画面で景品との距離（マス数）のみが表示される。
護歩札（ごほふだ）
景品が移動する際には、「護歩札」という札を用いる。札に付記された数字（移動力）分のマスを移動できる。探索開始時に、一定数ストックされている札（白札）から5枚を抽出して手札とし、以降、1枚使用するごとに1枚補充される。護歩札が尽きると移動できなくなる。また、移動手段とは別に、護歩札を異形に投げつけることでその姿が常に見えるようになる「裏使い」という使用方法もある。
護歩札には以下の5種類があり、徒歩札（かちふだ）以外は、使用時に「霊力」（水・土・風・火の属性に関する数値）を1つ使用する。
- 徒歩札 - 特別な効力は無い。数字の範囲は1〜4。
- 音無札（おとなしふだ） - 異形の傍を通過しても気付かれない。水属性。数字の範囲は1〜3。
- 壁抜札（かべぬけふだ） - 壁の中を通過できる。土属性。数字の範囲は2〜4。
- 飛天札（ひてんふだ） - 移動先まで直接飛ぶ。経路上の地形効果は受けない。着地点の周囲2マス以内にいる異形が追跡状態（後述）になる。風属性。数字の範囲は3〜5。
- 炎走札（えんそうふだ） - 移動経路上に異形がいても通過でき、触れた異形をひるみ状態（後述）にする。経路から2マス以内にいる異形が追跡状態になる。火属性。数字の範囲は2〜4。

地形
通常の床や壁のほか、以下のような地形がある。
- 水晶 - 白札・式札（後述）・換金用の道具・お金のいずれかを入手できるものと、階段か祭壇を出現させるものがある。階層内の全ての水晶を起動させると多くの白札が手に入る。
- 赤い水晶 - 階層にいる全ての異形が消滅し、体力・霊力・白札が満タンになり、階段が出現する。特定の階層にのみ設置されている。
- 階段 - 次の階層に進む。移動力が階段までのマス数より多くてもぴったり止まる。
- 祭壇 - 秘宝を入手して「任天堂」に戻ることができる。秘宝を取らずに次の階層に進むこともできる。特定の階層にのみ現れる。
- 霊力床 - 乗ると霊力が1回復する。水・土・風・火の属性のものがある。
- ショウキ床 - 乗るとダメージ（作中では「痛手」と表記）を受ける。10ダメージの床と20ダメージの床の2種類がある。
- 回復床 - 乗ると体力が一定量回復する。

異形の状態
- 追跡 - 景品に向かって近づいてくる。
- 睡眠 - その場から動かない。景品が上下左右に隣接するかぶつかると目を覚まし、次のターンから追跡状態になる。
- 徘徊 - 景品には気付かずに移動している。景品が上下左右に隣接するかぶつかると、そのターンから追跡状態になり攻撃してくる。
- ひるみ - 一時的に動けなくなっている。炎走札や「呪縛」の式札（後述）の使用時にこの状態になる。

探索失敗
体力が0になると探索失敗となり「任天堂」に戻る。この時、手持ちの道具や式札を失うことがある。
景品がとれる行動の一つに「神頼み」がある。これを行い成功すると手持ちの道具や式札を全て失う代わりに体力・霊力・白札が満タンの状態になるが、失敗すると探索失敗となる。
異形の攻撃を受けて体力が0になった時、まれに景品が「覚醒」することがある。うまくいくと異形を倒し体力が全回復した状態で復活する。

### 任天堂
魔楼閣での探索終了後には、拠点である「任天堂」に帰還する。内部には「河童」と「商人」がおり、内部と周辺にはほこらが5つある。
河童
話しかけると探索に関する助言を聞けるほか、探索で入手した秘宝の確認、探索結果や各種イベントシーンの閲覧も行える。
また、探索へ向かう際にお布施を行うことで、額に応じて深い階層から始めることができる。
商人
道具や式札などの購入・売却を行える。品揃えは「任天堂」への帰還ごとに毎回変わる。
ほこら
「河童のほこら」「玄武のほこら」「白虎のほこら」「青龍のほこら」「朱雀のほこら」の5つが建立されている。これらの場所でお布施を行い一定額に達するごとに「級」が上がり、景品に様々な能力が備わる。

## 道具
道具と後述の式札は手持ちの袋に10個まで収納できるが、新たに袋を買い足して収納数の上限を増やすこともできる。
回復道具の使用後は、続けて別の行動をとることが可能。
かれいい（乾飯）
体力が30回復する。
きたひ（腊（干し肉））
体力が50回復する。
水の香 / 土の香 / 風の香 / 火の香
それぞれ、水、土、風、火の霊力が2回復する。
水の上香 / 土の上香 / 風の上香 / 火の上香
それぞれ、水、土、風、火の霊力が5回復する。
お宝
換金用の宝。表面に傷があると売却額が大きく低下する。全部で22種類ある。
以下の袋は、初期装備の袋とは別に3つまで所持できる。初期の袋と違い異形の攻撃を受けて壊れることがあり、この時、中身を全て失う。右記の物ほど壊れにくい。
紙袋（小） / 皮袋（小） / 鎖袋（小）
所持できる道具と式札を5個増やす。
紙袋（大） / 皮袋（大） / 鎖袋（大）
所持できる道具と式札を10個増やす。

## 式札
式札はそれぞれ水・土・風・火の属性を持っている。
式札で異形に属性攻撃を行う際、初期段階では与えるダメージが100だが、ほこらで能力を強化することにより「100→125→150」と増加する。また、異形の弱点属性の場合はダメージが倍に、同属性の場合は半分になる。
名称の右に表記されている数字は、使用時に必要な霊力数。
水属性
水蛇槍（すいじゃそう）1
周囲3マス以内の1マスの異形に水属性の攻撃を行う。火属性の異形の場合はダメージが倍増する。
変化増歩（へんげぞうほ）1
護歩札1枚の移動力を1増やす。使用後に続けて行動できる。
変化減歩（へんげげんぽ）1
護歩札1枚の移動力を1減らす。使用後に続けて行動できる。
変化音無（へんげおとなし）1
護歩札1枚を音無札に変える。使用後に続けて行動できる。
変化壁抜（へんげかべぬけ）1
護歩札1枚を壁抜札に変える。使用後に続けて行動できる。
変化飛天（へんげひてん）1
護歩札1枚を飛天札に変える。使用後に続けて行動できる。
変化炎走（へんげえんそう）1
護歩札1枚を炎走札に変える。使用後に続けて行動できる。
洗心（せんしん）1
手持ちの護歩札を一新する。使用後に続けて行動できる。
睡魔霧（すいまのきり）1
周囲3マス以内の異形を眠らせる。
泥人形（どろにんぎょう）2
任意の1マスに異形の標的となる人形を設置する。人形は一撃で破壊される。
霊力単染（れいりょくたんぜん）1
階層内の霊力床を任意の属性に変える。
地形浄化（ちけいじょうか）1
周囲3マス以内のショウキ床を取り除く。使用後に続けて行動できる。
玄武の陣（げんぶのじん）3
2〜5階層先へ飛ぶ。使用前に表示される特有の陣形上に壁や水晶がある場合は使用できない。
玄武召喚（げんぶしょうかん）3
景品を中心とした周囲3マスにあるあらゆるものを消滅させる。
土属性
砕石弾（さいせきだん）1
周囲3マス以内の1マスの異形に土属性の攻撃を行う。風属性の異形の場合はダメージが倍増する。
肥沃（ひよく）1
周囲3マス以内に霊力床を最大5つ設置する。使用後に続けて行動できる。
探知（たんち）1
地図上に見えている水晶の中身が分かる。使用後に続けて行動できる。
闇視眼（やみしめ）1
現在いる階層の地図が完成する。使用後に続けて行動できる。
隆起（りゅうき）1
周囲3マス以内の1マスに壁を設置する。使用後に続けて行動できる。
破砕（はさい）1
周囲3マス以内の1マスとその上下左右の壁を破壊する。使用後に続けて行動できる。
退魔紋（たいまのもん）1
何もない任意のマスに異形がダメージを受けるワナを設置する。ダメージの値は攻撃用の式札を用いた際の通常ダメージと同じ。
解錠（かいじょう）2
階段か祭壇を出現させる水晶を起動する。
白虎の陣（びゃっこのじん）3
4〜8階層先へ飛ぶ。使用前に表示される特有の陣形上に壁や水晶がある場合は使用できない。
白虎召喚（びゃっこしょうかん）3
景品を中心とした横3列にあるあらゆるものを消滅させる。
風属性
風斬刃（ふうざんじん）1
周囲3マス以内の1マスの異形に風属性の攻撃を行う。土属性の異形の場合はダメージが倍増する。
転送（てんそう）1
周囲3マス以内にいる異形を別のマスに飛ばす。飛ばされた異形は一部を除き徘徊状態になる。使用後に続けて行動できる。
遠隔操作（えんかくそうさ）1
周囲3マス以内にある水晶1つを起動する。
魂寄せ（たまよせ）1
周囲3マス以内にある霊力を全て吸収する。使用後に続けて行動できる。
疾風（はやて）2
行動回数を1回増やす。使用後に続けて行動できる。
烈風（れっぷう）3
行動回数を2回増やす。使用後に続けて行動できる。
集中（しゅうちゅう）1
手札の護歩札を任意の護歩札に変える。使用後に続けて行動できる。
入替り（いれかわり）1
異形と景品の場所を交換する。
帰還（きかん）2
魔楼閣から脱出して「任天堂」に戻る。
青龍の陣（せいりゅうのじん）3
7〜12階層先へ飛ぶ。使用前に表示される特有の陣形上に壁や水晶がある場合は使用できない。
青龍召喚（せいりゅうしょうかん）3
景品を中心とした縦3列にあるあらゆるものを消滅させる。
火属性
炎魔矢（えんまや）1
周囲3マス以内の1マスの異形に火属性の攻撃を行う。水属性の異形の場合はダメージが倍増する。
霊視（れいし）1
周囲3マス以内の異形が見えるようになる。使用後に続けて行動できる。
呪縛（じゅばく）1
任意の1マスにいる異形を4ターンの間ひるませる。
灼熱矢（しゃくねつや）2
周囲3マス以内の1マスとその上下左右の異形に火属性の攻撃を行う。水属性の異形の場合はダメージが倍増する。
煉獄の炎（れんごくのほのお）2
周囲3マス以内にいる異形全てに火属性の攻撃を行う。水属性の異形の場合はダメージが倍増する。
喝己（かつき）1
行動回数を1回増やす。ただし、使用後には階層内の全ての異形が追跡状態になる。使用後に続けて行動できる。
吸源破魔（きゅうげんはま）2
階層内にある霊力床の数×50のダメージを全ての異形に与える。この式札の使用後は階層内の霊力床が全て消える。
朱雀の陣（すざくのじん）3
10〜15階層先へ飛ぶ。使用前に表示される特有の陣形上に壁や水晶がある場合は使用できない。
朱雀召喚（すざくしょうかん）3
景品を囲む正方形の領域と、その4つの角に接する同サイズの正方形の領域にあるあらゆるものを消滅させる。

## 異形
異形の姿は一部を除き地図上に表示されない。異形がいる場所に移動しようとすると、ぶつかって手前のマスに押し戻されダメージを受ける（炎走札の使用時を除く）。
異形は一部を除き水・土・風・火の属性を持っている。
名前が併記されている異形は右のものほど強力。（ ）内はそれぞれ、状態、移動力。
水属性
ズズリ / ズズダラ （徘徊、1）
通過した床がショウキ床になる。床ダメージはズズリが10、ズズダラが20。
ノロル（追跡、1）
周囲2マス以内にいる場合、手持ちの護歩札1枚に呪いをかけ、移動力を1にする。最初から目視できる。
タマハミ（追跡、1）
周囲2マス以内にいる場合、いずれかの属性の霊力を奪う。最初から目視できる。
フウジ（追跡、2）
周囲2マス以内にいる場合、手持ちの袋に呪いをかけ、次のターンで式札と道具を使用できなくする。最初から目視できる。
土属性
ツチコ（睡眠、1）
特別な能力は持っていない。
ガナリ / ドナリ（睡眠、1）
目覚めた時に奇声を上げ、階層内の異形を追跡状態にする。
ヤスミ / ドノフ（徘徊、1 / 2）
たまにその場を動かないことがある。
モグリ / モグロウ（徘徊、1 / 2）
壁を破壊しながら移動する。
風属性
カゼダマ / カゼハヤ（睡眠、2 / 3）
移動力が高い。
カワシ（睡眠、2）
目覚めている時に式札の攻撃をかわす。
ノガマ / カマチ（徘徊、1）
2マス先まで攻撃してくる。
ヌスト（追跡、2）
景品の所持品を盗み、その後逃走する。数ターン後に階層内から消える。盗まれた所持品は倒せば戻ってくる。
火属性
ヒダル（徘徊、1）
特別な能力は持っていない。
アラウシ / アラウマ（徘徊、1）
受けるダメージの幅が大きい。
ヒヌコ / ヒヌノコ（追跡、1 / 2）
最初から目視できる。
ジバグ（追跡、2）
倒された後に自爆して周囲にダメージを与え、同時に周囲の地形を破壊する。最初から目視できる。
イカリ / ゲキド（徘徊、1）
体力が減ると力と移動力が倍増する。
無属性
ゼニノコ（-、3）
倒すと大金が手に入る。景品から逃げるように移動し、数ターン後に階層内から消える。最初から目視できる。
死神（追跡、3）
景品が同じ階層に留まり続けると現れ、同時に階層内の全ての異形が追跡状態になる。桁外れの体力を持ち、壁を破壊しながら移動する。最初から目視できる。

## 秘宝
秘宝は特定の階層にある祭壇で1つ手に入る。既に入手したものと同じ場合は、帰還後に商人が買い取る。
なお、各秘宝は任天堂発売のゲームソフトに登場するアイテムなどのパロディになっている。右表記は元になったもの。
地下3層
- 大緑亀の甲羅（おおみどりがめのこうら） - ノコノコの甲羅（マリオシリーズ）
- 緑色大判（りょくしょくおおばん） - 緑ルピー（ゼルダの伝説シリーズ）
- 白色蕪（はくしょくかぶら） - カブ（スーパーマリオUSA、どうぶつの森シリーズ）
- 青の七ツとげ甲羅（あおのななつとげこうら） - トゲゾーこうら（マリオカートシリーズ）

地下7層
- 硝子瓶（がらすびん） - あきビン（ゼルダの伝説シリーズ）
- くの字の彫り物（くのじのほりもの） - ブーメラン（ゼルダの伝説シリーズ）
- 紋付き木樽（もんつききだる） - DKバレル（ドンキーコングシリーズ）
- 紅の鼻包み（あかのはなづつみ） - ワリオの鼻と髭（ワリオシリーズ）

地下12層
- 紅白茸（こうはくだけ） - スーパーキノコ（マリオシリーズ）
- 金色つづら（こんじきつづら） - ハテナブロック（マリオシリーズ）
- 超飛天台（ちょうひてんだい） - ジャンプ台（マリオシリーズ）
- 桃色単衣（ももいろひとえ） - ピーチのドレス（マリオシリーズ）

地下18層
- 軟体埴輪（なんたいはにわ） - ハニワ、ハニワくん（どうぶつの森シリーズ）
- 竜の卵（りゅうのたまご） - ヨッシーのたまご（マリオシリーズ）
- 悪霊吸引機（あくりょうきゅういんき） - オバキューム（ルイージマンションシリーズ）
- 稲荷神の飛空車（いなりしんのひくうぐるま） - アーウィン（スターフォックスシリーズ）

地下25層
- 紺碧の丸笛（こんぺきのまるぶえ） - 時のオカリナ（ゼルダの伝説 時のオカリナ、ゼルダの伝説 ムジュラの仮面）
- 強者ノ盾（つわもののたて） - ハイリアの盾（ゼルダの伝説シリーズ）
- 黄金色の大三角（こがねいろのだいさんかく） - トライフォース（ゼルダの伝説シリーズ）
- 退魔の剣（たいまのけん） - マスターソード（ゼルダの伝説シリーズ）

地下33層
- 緑の得留帽子（みどりのえるぼうし） - ルイージの帽子（マリオシリーズ）
- 提灯兜（ちょうちんかぶと） - キャプテン・オリマーのヘルメット（ピクミンシリーズ）
- 朱の鉄兜（あかのてつかぶと） - サムス・アランのヘルメット（メトロイドシリーズ）
- 鎧球（よろいだま） - モーフボール（メトロイドシリーズ）

地下42層
- 万獣（まんじゅう） - マンジュー（ザ・ローリング・ウエスタン）
- 桜餅（さくらもち） - さくらもち（ひらり 桜侍）
- 電視従者（でんしじゅうしゃ） - トンピー（ちびロボ!）
- 珍来ル全身包衣（ちんくるのぜんしんほうい） - チンクルの服（ゼルダの伝説シリーズ）

地下50層
- 親族電子箱（しんぞくでんしばこ） - ファミリーコンピュータ
- 遊戯注視（ゆうぎちゅうし） - ゲーム&ウオッチ
- 純白のシャク（じゅんぱくのしゃく） - Wiiリモコン
- からくり人形（からくりにんぎょう） - ファミリーコンピュータ ロボット

三種の神器
- 金の破魔星（きんのはまぼし） - スーパースター（マリオシリーズ） - 地下12層で入手
- 退魔の大槌（たいまのおおつち） - ハンマー（マリオシリーズなど） - 地下25層で入手
- 赤の恵夢帽子（あかのえむぼうし） - マリオの帽子（マリオシリーズ） - 地下33層で入手

## その他
- ゲーム冒頭に表示される句「世のなかに 絶えて戦のなかりせば 人の心はのどけからまし」は、平安時代の歌人・在原業平が詠んだ句「世の中に たえて桜の なかりせば 春の心は のどけからまし」に類似している。
- 本作と同じくグランディングが開発し任天堂から2011年に発売されたアクションゲーム『ひらり 桜侍』には、本作に登場する河童と酷似したキャラクターが登場する。2つの作品の関係性は不明。
- 2014年発売の対戦アクションゲーム『大乱闘スマッシュブラザーズ for Nintendo 3DS / Wii U』において、本作の主人公・蔵部景品の観賞用フィギュアが登場する。